# Toophan
O Toophan (em persa: طوفان   "tufão", ou Toofan) é um míssil antitanque guiado iraniano construído por engenharia reversa do míssil americano BGM-71 TOW. O Toophan 1, uma cópia não licenciada do míssil BGM-71A TOW, entrou em produção em 1988 e o Toophan 2, uma variante do BGM-71C ITOW, foi exibido publicamente em 2000.
O Toophan foi exportado para os governos do Iraque e da Síria e para um grande número de atores não estatais no Oriente Médio e foi usado durante vários conflitos na região.

## Desenvolvimento
O Irã foi um dos primeiros países a importar o míssil TOW, já em 1971. Várias estações foram instaladas na Iran Electronics Industries (IEI) pela Hughes Missile Systems, para montar e reparar os mísseis TOW e FGM-77A Dragon.
A Guerra Irã-Iraque levou o Irã a ter uma necessidade aguda de mísseis guiados antitanque para combater as enormes formações blindadas do Iraque, levando o Irã a importar milhares de mísseis TOW, bem como AT-3 Sagger soviéticos. As tentativas de produção local de ambos os sistemas começaram na primeira metade da guerra, com o míssil TOW sendo priorizado devido ao seu melhor desempenho. A primeira versão do protótipo ficou pronta em meados de 1985.

## Histórico de combate

### Guerra Irã-Iraque
Versões de protótipo do Toophan-1 foram usadas no final da Guerra Irã-Iraque.

### Guerra do Líbano de 2006
O Hezbollah recebeu mísseis Toophan no início dos anos 2000 e os usou contra tanques Merkava israelenses e outros veículos durante a Guerra do Líbano em 2006.

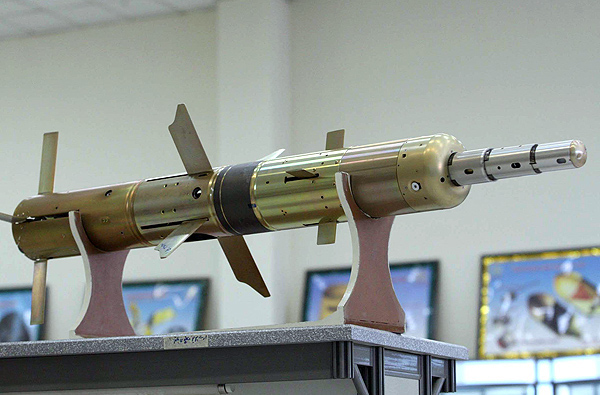
O Toophan 5 é a variante mais avançada.

### Guerra Civil Síria
O míssil Toophan tem visto uso extensivo na Guerra Civil Síria. O Hezbollah usou mísseis Toophan na guerra e é um dos usuários mais proeminentes do míssil.  Os mísseis também foram fornecidos ao Exército Sírio e às milícias xiitas apoiadas pelo Irã na Síria. A milícia curda YPG também usa mísseis Toophan 1. Desde então, os mísseis proliferaram para uma ampla gama de atores não estatais que operam na Síria. Além disso, mísseis Toophan foram capturados por grupos que lutam contra o governo sírio, incluindo ISIS e Tahrir al-Sham.

### Guerra Civil Iraquiana
O primeiro grupo iraquiano conhecido a receber Toophans foi Asaib-Ahl-Al-Haq em 2014. A Organização Badr obteve Toophans em 2015 e desde então o Toophan foi fornecido a outras milícias xiitas organizadas sob as Forças de Mobilização Popular. A Polícia Federal do Iraque também recebeu Toophans.

### Guerra Civil do Iêmen
O Irã também enviou mísseis Toophan para os Houthis no Iêmen, onde foram usados em combate contra as forças da coalizão liderada pela Arábia Saudita. O primeiro vídeo de Houthis usando um míssil Toophan foi publicado em novembro de 2018.

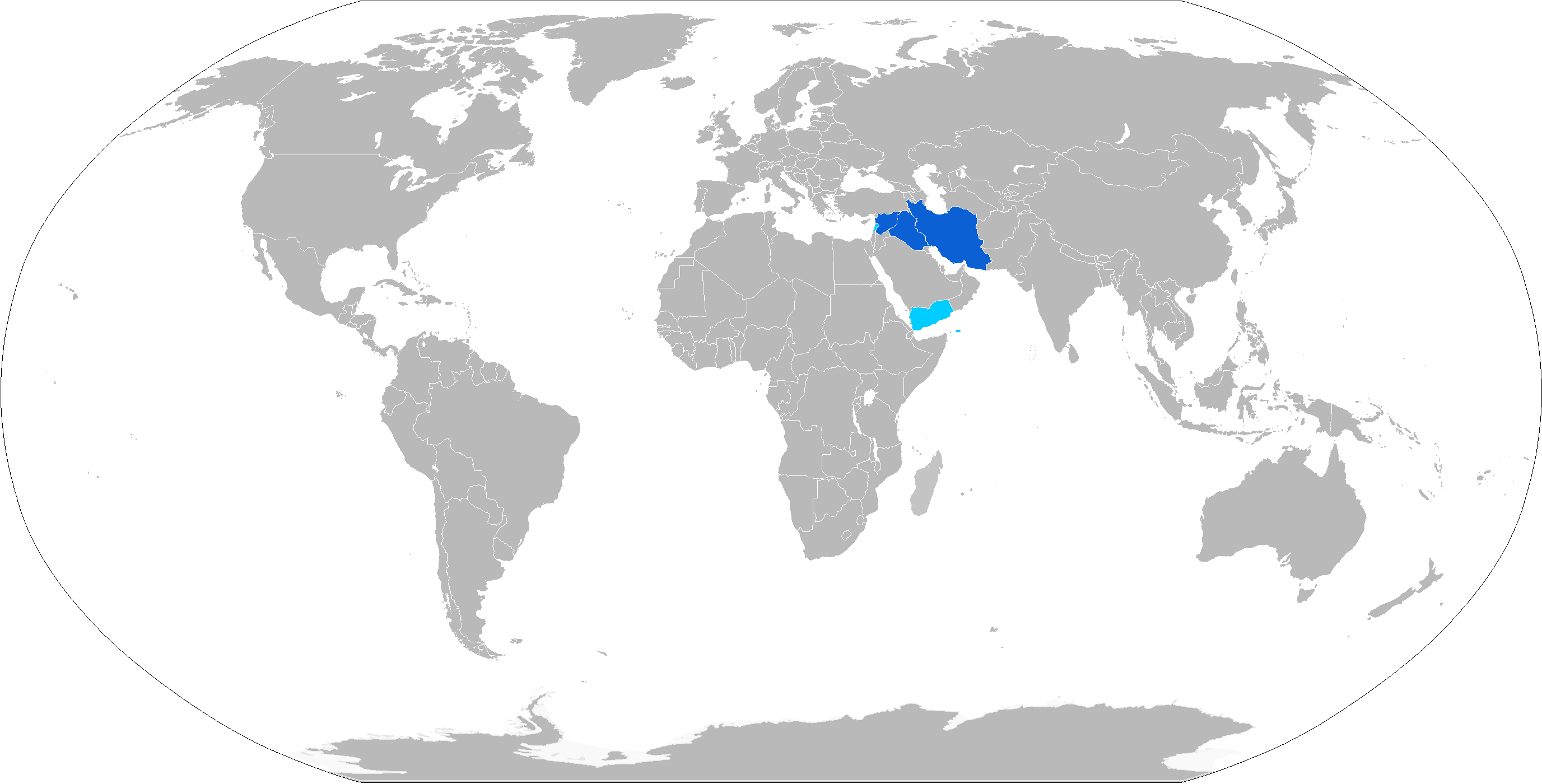
Mapa com países que operam o Toophan em azul e operadores não governamentais em azul claro

## Operadores
- Irão
  - Exército dos Guardiães da Revolução Islâmica[15]
  - Exército Iraniano[15]
- Síria
  - Exército Árabe Sírio
  - Unidades de Proteção Popular[16]
- Iraque
  - Forças de Mobilização Popular[17]
- Palestina
  - Movimento da Jihad Islâmica na Palestina
- Iêmen
  -  Houthis[10][18]
- Líbano
  -  Hezbollah[19]